# Handleyomys rostratus
Handleyomys rostratus  é uma espécie de roedor da família Cricetidae.
Pode ser encontrada nos seguintes países: Belize, El Salvador, Guatemala, Honduras, México e Nicarágua.